# علیرضا سواری
علیرضا سواری (زادهٔ ۲۴ اوت ۲۰۰۰) بازیکن فوتبال اهل ایران است که در پست هافبک برای باشگاه فوتبال فولاد خوزستان در لیگ برتر خلیج فارس بازی می‌کند.